# Forthof
Forthof ist ein Gemeindeteil der Stadt Goldkronach im Landkreis Bayreuth (Oberfranken, Bayern). Forthof liegt in der Gemarkung Dressendorf.

## Geografie
Die Einöde liegt auf freier Flur an einer Gemeindeverbindungsstraße, die nach Dressendorf zur Staatsstraße 2163 (1,1 km westlich) bzw. die Kreisstraße BT 12 kreuzend nach Nemmersdorf verläuft (0,7 km östlich). Eine weitere Gemeindeverbindungsstraße führt nach Pöllersdorf (0,7 km südwestlich).

## Geschichte
Der Ort wurde im Jahre 1406 als „unter dem furthofe“ erstmals urkundlich erwähnt.
Gegen Ende des 18. Jahrhunderts gab es in Forthof zwei Anwesen. Die Hochgerichtsbarkeit stand dem bayreuthischen Stadtvogteiamt Bayreuth zu. Das Hofkastenamt Bayreuth war Grundherr der beiden Halbhöfe.
Von 1797 bis 1810 unterstand der Ort dem Justiz- und Kammeramt Bayreuth. Mit dem Gemeindeedikt wurde Forthof dem 1812 gebildeten Steuerdistrikt Benk und der zugleich gebildeten Ruralgemeinde Dressendorf zugewiesen. Am 1. Januar 1972 wurde Forthof im Zuge der Gebietsreform in Bayern nach Goldkronach eingegliedert.

### Einwohnerentwicklung
| Jahr      | 001819 | 001822 | 001861 | 001871 | 001885 | 001900 | 001925 | 001950 | 001961 | 001970 | 001987 |
| Einwohner | 18     | 8      | 15     | 18     | 17     | 12     | 9      | 16     | 17     | 8      | 8      |
| Häuser    |        | 2      |        |        | 2      | 2      | 1      | 1      | 1      |        | 1      |
| Quelle    | [ 10 ] | [ 7 ]  | [ 11 ] | [ 12 ] | [ 13 ] | [ 14 ] | [ 15 ] | [ 16 ] | [ 17 ] | [ 18 ] | [ 1 ]  |

## Religion
Forthof ist seit der Reformation evangelisch-lutherisch geprägt und bis heute nach Nemmersdorf gepfarrt.